# Glissement de terrain de 2017 en Sierra Leone

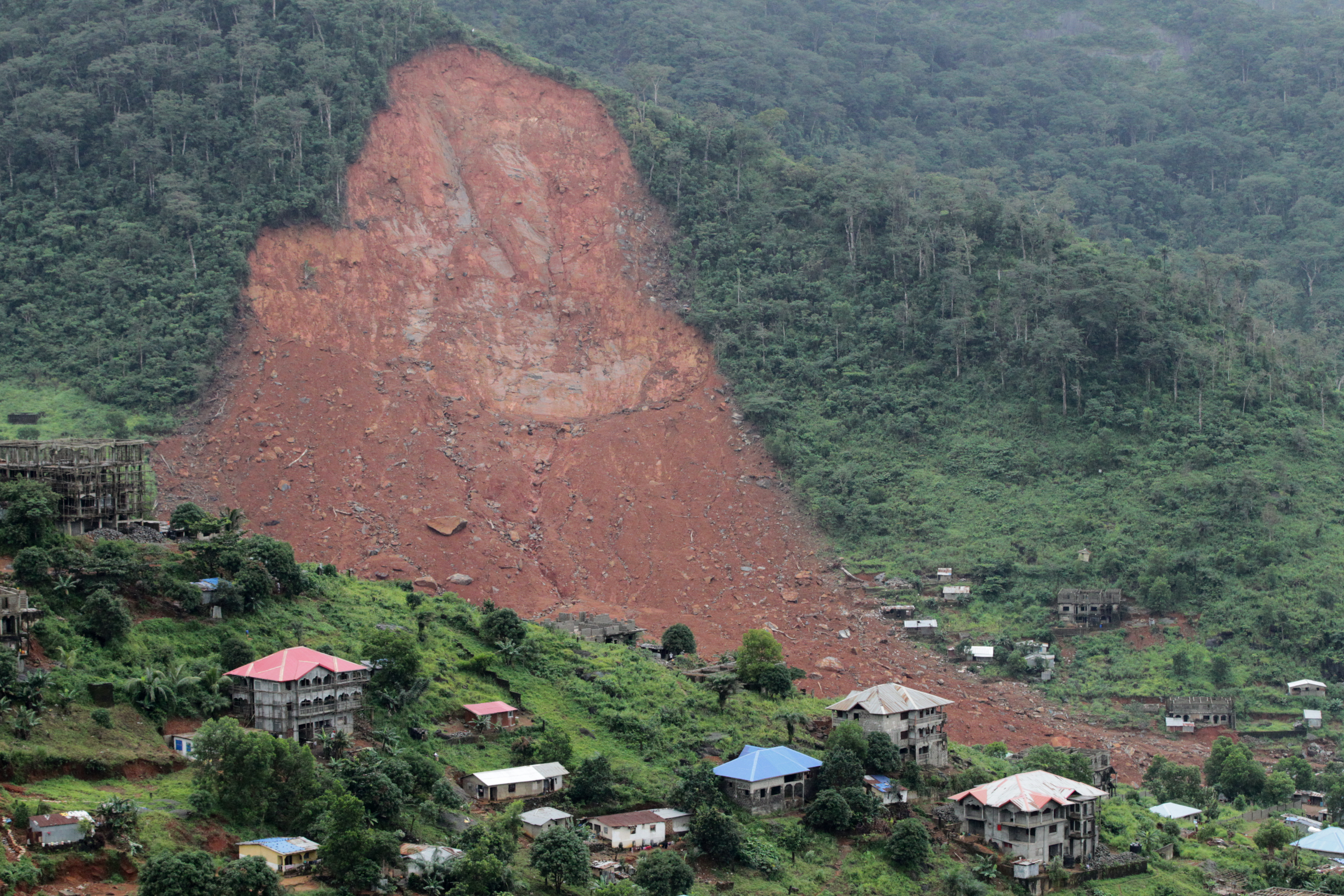
Glissement de terrain à Freetown en 2017.

Le glissement de terrain de 2017 au Sierra Leone ou inondation de 2017 au Sierra Leone est un glissement de terrain composé de coulées de boue et d’inondations violentes, ayant eu lieu le 14 août 2017 à Freetown, capitale du Sierra Leone. Après des premières estimations à plus de trois cents personnes victimes de ce glissement de terrain, le bilan humain de cette catastrophe est réévalué à plus de 400 morts, en plus de 600 disparus, avant d'être à nouveau réévalué à plus de 500 morts et plus 800 disparus. Cette tragédie prend part à la série de catastrophes environnementales de l'été 2017.